# Ла Валета (Болоња)
Ла Валета (итал. La Valletta) је насеље у Италији у округу Болоња, региону Емилија-Ромања.
Према процени из 2011. у насељу је живело 56 становника. Насеље се налази на надморској висини од 28 м.